# Otocinclus batmani
Otocinclus batmani är en fiskart som beskrevs av Lehmann A. 2006. Otocinclus batmani ingår i släktet Otocinclus och familjen Loricariidae. Inga underarter finns listade i Catalogue of Life.